# Erysimum nervosum
Erysimum nervosum là một loài thực vật có hoa trong họ Cải. Loài này được Pomel mô tả khoa học đầu tiên năm 1875.